# Enemies of Children

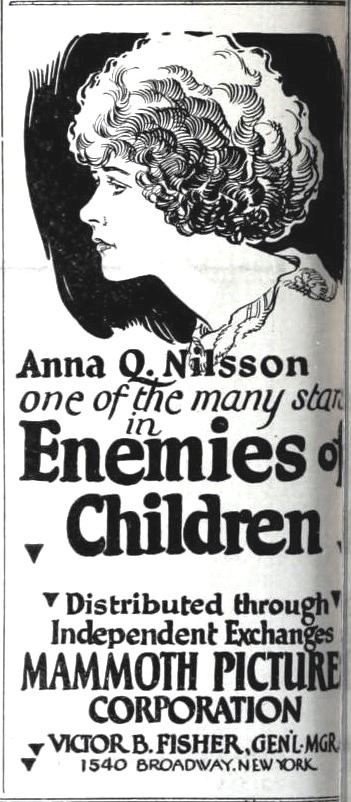
Annonce pour le film dans le magazine Film Daily.

Enemies of Children est un film américain réalisé par Lillian Ducey et John M. Voshell, sorti en 1923.

## Fiche technique
- Réalisation : Lillian Ducey et John M. Voshell
- Scénario : Lillian Ducey et John M. Voshell d'après le roman Youth Triumphant de George Gibbs[1].
- Producteur : Fisher Productions
- Distributeur : Mammoth Pictures
- Durée : 60 minutes (6 bobines)[2]
- Date de sortie :
  - États-Unis : 13 décembre 1923

## Distribution
- Anna Q. Nilsson : Patsy (adulte)
- George Siegmann : Mr. Slavin
- Lucy Beaumont
- Joseph J. Dowling
- Raymond Hatton : Van Leer
- Ward Crane
- Charles Wellesley
- Virginia Lee Corbin : Patsy, enfant[3]
- Kate Price : Mrs. McGuire
- Boyd Irwin
- Eugenie Besserer : Mrs. Slavin
- William Boyd : Philip Conway
- Mary Anderson